# Hans Holm (konstnär)
Hans Bertil Lennart Holm, född 6 mars 1933 i Linköping, död 13 juli 1971 i Torremolinos, var en svensk målare och teckningslärare.
Han var son till tapetseraren Bertil Holm och Margit Hammarqvist.
Holm studerade vid Konstakademin i Stockholm 1950–1953.  Efter studierna anställdes han som teckningslärare och var verksam vid skolor i Linköping och Norrköping. Tillsammans med Knut Sandberg och Thorsten Andersson ställde han ut i Linköping 1949. Han medverkade i Östgöta konstförenings utställningar och Unga tecknare på Nationalmuseum.
Han tilldelades Östgöta konstförenings stipendium 1950 och 1952, Föreningen Östgötabarn i Stockholm 1954 samt andra pris tillsammans med Barbara Weinreich i Kungliga operans tävling om dekoren till Carmen.
Bland hans offentlig utsmyckningar märks en väggmålning på ett daghem i Årsta. Holm är representerad vid Moderna museet  och Östergötlands museum. Han är begravd på Gamla griftegården i Linköping.